# گلستان (سربند)
گلستان  جماعت و شهرکی در جنوب غربی کشور تاجیکستان است که در ناحیهٔ سربند ولایت ختلان قرار دارد. جمعیت این جماعت ۱۳۷۵۷ است.